# Blackwater (Meath)

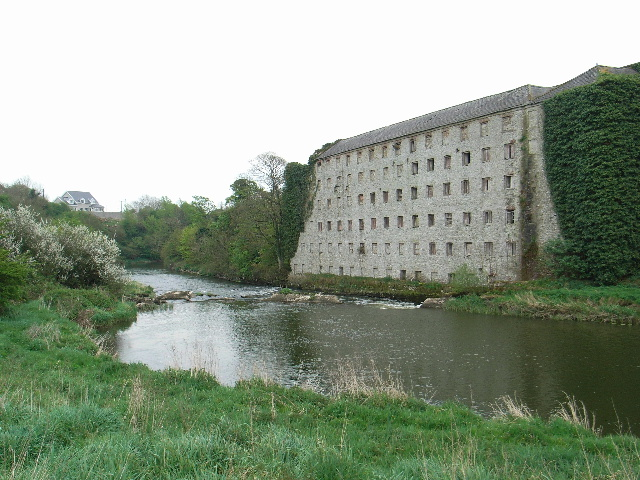
Młyn nad Blackwater z XVIII w.

Blackwater, Meath Blackwater (irl. An Uisce Dubh) – rzeka w Irlandii, lewy dopływ rzeki Boyne. Rzeka wypływa z jeziora Lough Ramor w hrabstwie Cavan następnie płynie w kierunku południowo-wschodnim omijając od północy Kells i wpływa do rzeki Boyne w Navan.